# RITM-200
RITM-200はOKBMアフリカントフが開発・設計している原子力砕氷船向け加圧水型軽水炉で、電気出力55MWを発揮する。濃縮度20%のウラン燃料を使用して燃料交換周期を7年とし、炉心寿命は40年となっている。
砕氷航海の際には船体が大きく動揺するため、それに対応すべく±45°のローリングと±15°のピッチングの中でも正常に動作するよう設計されている。LK-60Ya級原子力砕氷船に採用される。
陸上型であるRITM-200Nを小型モジュール炉(SMR)として開発しており、ウスチ・ヤンスク地区のウスチ・クイガに設置する計画を立てている。
また、水上原子力発電所用のRITM-200Mも開発しており、チュクチ自治管区のペシャンカ鉱山を開発するバイムスキープロジェクトへの電力供給のためにナグリョウィニン岬近くに4艘設置する計画も立てている。